# Sinseollo
El sinseollo o yeolguja tang es un plato elaborado de la cocina de la corte real coreana consistente en albóndigas, jeonyueos (전유어) pequeños y redondos, champiñones y verduras cocinados en caldo. Es un tipo de jeongol (estofado elaborado parecido a la sopa de pescado). Se sirve en una gran fuente de planta con un agujero en el centro, en el que se introducen ascuas calientes para mantener caliente el plato durante toda la comida. El término sinseollo procede el nombre de esta vasija y yeolguja tang, que significa literalmente ‘tang (sopa) que hace disfrutar de la boca’.